# 立花理香
立花 理香（たちばな りか、1987年2月27日 - ）は、日本の女性声優、モデル、タレント、歌手。広島県出身。EARLY WING所属。夫はプロ野球選手の若月健矢。
代表作には『アイドルマスター シンデレラガールズ』（小早川紗枝）、『俺がお嬢様学校に「庶民サンプル」としてゲッツされた件』（有栖川麗子）、『アンジュ・ヴィエルジュ』（コードΩ77ステラ）、『プリンセスコネクト!Re:Dive』（キャル）などがある。

## 来歴
2009年、京都の四条河原町でスカウトされシンフォニアよりデビュー。大学院に通いながらタレント業を行う。
2013年、声優として活動するためにホーリーピークへ移籍、声優として活動を開始。A&Gアカデミー卒業生。
2018年2月、ロッカンミュージックよりアーティストデビュー。
2018年10月31日、契約満了に伴いホーリーピークを退所し、同年11月1日よりフリーになったことを発表。
2019年2月1日にWITH LINEに所属、同年7月10日にPUGNUSに所属、2024年4月19日にEARLY WINGに移籍した。
2019年12月27日、プロ野球オリックス・バファローズに所属する若月健矢と結婚していたことを発表した。
2022年7月24日に自身のブログにて、第一子を出産したことを発表した。
2024年11月、SUZAKU labelにてアーティスト活動を再開。

## 人物
三姉妹の長女。趣味はピアノ、茶道。また、特技はダンスで広島弁と京都弁の方言を話すことが出来る。大学院では心理学を専攻していた。好物はお酒。
アニメが好きで、好きな作品はプリキュアシリーズ、好きなキャラクターはうたの☆プリンスさまっ♪の四ノ宮那月。大学生の頃に友人に「面白いアニメがあるよ」と紹介されたテレビアニメ『モノノ怪』を見て色々なアニメを観るようになり、テレビアニメ『ふたりはプリキュア』を観て職業としての声優に興味を持つようになった。
ハロー!プロジェクト好きである。野球好きであり、広島東洋カープと夫の若月が所属するオリックス・バファローズファンでもある。
声優の湯浅かえでとは幼少期に近隣に居住していたなど面識があり、お互いを「カンちゃん」、「タッチー」と呼び合う仲であった。
好きな声優は原由実。

## 出演
太字はメインキャラクター。

### テレビアニメ
2015年
- アイドルマスター シンデレラガールズ（小早川紗枝）
- 俺がお嬢様学校に「庶民サンプル」としてゲッツされた件（有栖川麗子）

2016年
- ラクエンロジック（クラウ・ボー）
- アンジュ・ヴィエルジュ（コードΩ77ステラ）
- 灼熱の卓球娘（湯川ゆり、蠍田幸子）

2017年
- けものフレンズ（2017年 - 2019年、リカオン） - 2シリーズ
- アイドルマスター シンデレラガールズ劇場（2017年 - 2019年、小早川紗枝） - 4シリーズ

2018年
- 実験品家族 -クリーチャーズ・ファミリー・デイズ-（小学校教師）
- 百錬の覇王と聖約の戦乙女（リーファ）
- ソラとウミのアイダ（村上波乃）
- 聖闘士星矢 セインティア翔（2018年 - 2019年、破滅のアテ）

2019年
- 雨色ココア sideG（レイン）
- 女子かう生（富戸もも子）
- 八月のシンデレラナイン（阿佐田あおい）
- Z/X Code reunion（上柚木さくら）
- 厨病激発ボーイ（教師、家庭科教師、家庭科部部長）
- アサシンズプライド（女生徒）

2020年
- プリンセスコネクト!Re:Dive（2020年 - 2022年、キャル） - 2シリーズ
- アサルトリリィ BOUQUET（番匠谷依奈）

2022年
- ドールズフロントライン（Super SASS）
- 阿波連さんははかれない（保健の先生）
- ブッチギレ!（町娘）

2023年
- 老後に備えて異世界で8万枚の金貨を貯めます（コレット）
- ライアー・ライアー（秋月乃愛）

2025年
- ボールパークでつかまえて!（ユキ）
- 雨と君と（女子大生）

### 劇場アニメ
- 巨蟲列島（2020年、成瀬千歳[48]）
- シノアリス 一番最後のモノガタリ（2024年、赤ずきん[49]）

### OVA
- 巨蟲列島（2019年、成瀬千歳[50]） - コミックス第6巻アニメ付き特装版
- サクラ革命 〜華咲く乙女たち〜 スペシャルアニメ（2020年、鵲堂シヅキ[51]）

### Webアニメ
- 超游世界（2017年、ハクウー[52]）
- アイドルマスター シンデレラガールズ劇場 火曜シンデレラシアター / Extra Stage（2017年 - 2020年、小早川紗枝[31]） - 2シリーズ

### ゲーム
2014年
- アイドルマスター シンデレラガールズ（2014年 - 2024年、小早川紗枝、キャル） - 3作品
- 海賊ファンタジア（セシリア）
- 幻獣姫（ナイトゴーン）
- 戦場のウエディング（モニカ〈2代目〉、慈愛の騎士コーネリア、怪盗ガーネット 他）
- Tokyo 7th シスターズ（2014年 - 2019年、桂木カヅミ）

2015年
- ヴァリアントナイツ（クラリス＝リヴェエール）
- クイズRPG 魔法使いと黒猫のウィズ（2015年 - 2024年、美雨、イルーシャ・ラ）
- 小林が可愛すぎてツライっ!! ゲームでもキュン萌えMAXが止まらないっ(*´ェ`*)（静ちゃん）
- シューティングガール（クリス ヴェクター）
- 絶対迎撃ウォーズ（メリーベル）
- 猫耳さばいばー!（ヤヤ、刹那、ステラ）

2016年
- アイドルデスゲームTV（旭川姫）
- アカシックリコード（アトス、セイラ・セイレーン）
- アンジュ・ヴィエルジュ〜ガールズバトル〜（コードΩ77ステラ）
- 8 beat Story♪（白鳥ロクサレーヌ慶子）
- オルタンシア・サーガ -蒼の騎士団-（ヴィヴィアン）
- グランブルーファンタジー（2016年 - 2023年、ユイシス、キャル）
- 真空管ドールズ（ミラ）
- 神撃のバハムート（2016年 - 2021年、ローザ、キャル）
- 戦国アスカZERO（立花道雪）
- チェインクロニクル（2016年 - 2025年、ミレイユ、シネスティア）
- パズルオブエンパイア（ルイ14世、ピュロス）

2017年
- オルタナティブガールズ（メーヤ）
- 死印（メリイ）
- 閃乱カグラ PEACH BEACH SPLASH（夕焼）
- シノビマスター 閃乱カグラ NEW LINK（夕焼）
- Shadowverse（2017年 - 2019年、硝子刃の悪魔、機構翼の少女・ローザ、キャル、大妖狐・ギンセツ）
- 真・女神転生 DEEP STRANGE JOURNEY
- ソラとウミのアイダ（村上波乃）
- 八月のシンデレラナイン（阿佐田あおい）
- ファンタシースターオンライン2 es（ガルウィンド、ギリハート、カルデスタ）
- ヘルプ!!!恋が丘学園おたすけ部（東雲依千加）
- 無人戦争2099（星山セリ）
- CARAVAN STORIES（フィロメナ）

2018年
- モン娘☆は〜れむ（ヴェロニカ）
- プリンセスコネクト！Re:Dive（2018年 - 2024年、キャル / 百地希留耶、くろ）
- ORDINAL STRATA -オーディナル ストラータ-（ベティー）
- ファンタシースターオンライン2（2018年 - 2020年、女性追加ボイス166・207）
- メタルマックス ゼノ（ポM）
- マギアレコード 魔法少女まどか☆マギカ外伝（2018年 - 2023年、阿見莉愛）
- 神凪ノ杜 妖狐奇譚 / 龍神奇譚（花山紬） - 2作品
- ザンキゼロ（瀬戸内ミナモ）
- バレットガールズ ファンタジア（ファレン・シールウィンデ）
- ドールズフロントライン（Super SASS、Mk48）
- CRYSTAR -クライスタ-（フェレス）
- プレカトゥスの天秤（サラ・バルビゼ）
- シノアリス（赤ずきん〈2代目〉）
- ホップステップジャンパーズ（アカネ）

2019年
- リボルバーズエイト（白雪姫）
- 47 HEROINES（葛根穂華）
- アルカ・ラスト 終わる世界と歌姫の果実（ジネット）
- オメガラビリンス ライフ（銀城七海）
- ストリートファイターV（ルシア）
- 東方キャノンボール（八雲藍）
- 社長、バトルの時間です!（ラニー・シトラム）
- メギド72（2019年 - 2023年、オリエンス）
- けものフレンズ3（ピーチパンサー）
- アズールレーン（2019年 - 2023年、カラビニエーレ、アウグスト・フォン・パーセヴァル、夕焼）

2020年
- アークナイツ（グラベル、プリュム）
- 剣が刻（梢姫）
- 錬神のアストラル（滝坊真朱）
- Kick-Flight（ルリハ）
- 絵師神の絆（ピノコ）
- 阿卡迪亞（卯月綺羅）
- 魔界戦記ディスガイアRPG（主人公アサギ / 世紀末魔王アサギ / クリエイターアサギ）
- ワールドフリッパー（キャル）
- eBASEBALLパワフルプロ野球2020（稲穂亜希）
- レッド：プライドオブエデン（コゼット）
- セブンズストーリー（キャル）
- メガミヒストリア（アテナ、赤ずきん）
- メタルマックス ゼノ リボーン（ポM）
- 密です3D（ボイス）
- きららファンタジア（橘ニナ）
- 東方ロストワード(十六夜咲夜 E1)

2021年
- グラフィティスマッシュ（ナーベリア）
- リネージュ2M（カイシャ）
- CHUNITHM PARADISE LOST（イロドリミドリ）（芒崎奏）
- WAR OF THE VISIONS ファイナルファンタジー ブレイブエクスヴィアス 幻影戦争（ルティアル・オウィス、シャルゼ • オウィス）
- アイドルマスター ポップリンクス（小早川紗枝）
- m HOLD'EM（漆原蝶羽）
- アサルトリリィ Last Bullet（番匠谷依奈）
- ステーションメモリーズ!（八雲レーノ）
- 乱闘少女：ガールズクラッシュ（リリィ）
- 異世界に飛ばされたらパパになったんだが 〜 精霊騎士団物語 〜（オネット）

2022年
- 逆転オセロニア（マモン）
- プリコネ！グランドマスターズ（キャル）
- スターオーシャン6 THE DIVINE FORCE（サユリ・T・サンジョー）
- ハーヴェステラ（アリア）
- 熱血硬派くにおくん外伝 リバーシティガールズ2（ツイコ）

2023年
- とある魔術の禁書目録 幻想収束（ダイアン＝フォーチュン）
- トワツガイ（2023年 - 2024年、ハクチョウ、赤ずきん）

2024年
- グランブルーファンタジー ヴァーサス -ライジング-（キャル） - DLC追加キャラクター

2025年
- エーテルゲイザー（影煌・アルテミス）
- 牧場物語 Let's!風のグランドバザール（ネリネ）

### ドラマCD
- 椿姫姉妹の優雅（仮）な休日 （椿姫あかり）
- ヨメクラ（十六夜美月）
- Z/X -Zillions of enemy X- NF DramaCD（2016年 - 2021年、上柚木さくら）
  - Z/X -Zillions of enemy X- NF DramaCD 7「ぶらり湯けむり温泉紀行」（2016年）
  - Z/X -Zillions of enemy X- NF DramaCD 12「さみしがりアニムスとぬいぐるみフレンズ」（2017年）
  - Z/X -Zillions of enemy X- NF DramaCD 19「ソトゥなし放送局14ch」（2021年）
- プリンセスコネクト！Re:Dive PRICONNE CHARACTER SONG 01・02・15（2017年 - 2020年、キャル）

### ASMR
- 耳かき研究部! 祐奈編 〜吐息も触れるゾクゾク ASMR〜（2020年、如月祐奈[125]）
- 【アズールレーンASMR】指揮官を癒やし隊！・アウグスト・フォン・パーセヴァルの優しき魔女折檻（2022年、アウグスト・フォン・パーセヴァル）
- 近視の姉（2023年、姉）

### インターネットテレビ
- くろにゅ〜（MC）
- アニメディア公式「超！アニメディア（生）」（MC）
- 闘会議高校パワプロ部（2015年 - 2016年、ニコニコ生放送）
- 月2学園パワプロ部（2016年、ニコニコ生放送）
- オルコミ（2017年 - 2018年、ニコニコ生放送）準レギュラー
- けものフレンズ3わくわく探検レポート（2019年 - 、ニコニコ生放送）MC[126]
- 立花理香の「スナックりっか」（2025年 - 、ニコニコ生放送）[127]

### CM
- 第40回NHK上方漫才コンテスト
- 「Avanti×FISMY」2011年お正月バーゲン
- MIZUNO
- 100日連続更新！エルダイスの地図　応援美女動画！
- アニメ専門チャンネル・AT-X「ウチの夏フェス2014! AT-X声優バラエティ祭り」

### PV
- ガガガSP「卒業〜俺様天才偉業集 ver.〜」PV

### ラジオ
※はインターネット配信。
- MBSうたぐみ Smile×Songs月曜日パーソナリティ（2012年 - 2014年、MBSラジオ）
- 梅田SWING！ 金曜日パーソナリティ（2012年 - 2013年、インターネットラジオsora x niwa※）
- umedamon - OtA PoP woRLd パーソナリティ（2013年、インターネットラジオsora x niwa※）
- 本気!アニラブ（2012年 - 2013年、超!A&G+※）
- アニアモ!（2013年 - 2016年、超!A&G+※）[128]
- 俺がお嬢様学校に「庶民サンプル」としてゲッツされたラジオ（2015年 - 2016年、音泉※）[129]
- 井澤・立花 ノルカソルカ（2016年 - 2020年、超!A&G+※・AG-ON Premium※）[130]
- ピタらじ（2016年、ニコニコ動画内「サウンド・ウィング チャンネル」※）[131]
- りか&まこの文化放送ホームランラジオ! スタDON（2016年 - 2018年、超!A&G+※・ニコニコ生放送※）[132]
- ちなみとりっかの 見えちゃうらじお♪〜音泉で一泊〜（2016年 - 2017年、音泉※）[133]
- 立花理香の理香学研究所-広報室-（2016年 - 2019年、ニコニコ生放送※）[134]
- プリコネチャンネルRe:Dive（2017年 - 、HiBiKi Radio Station※）[135]
- A&G ARTIST ZONE 立花理香のTHE CATCH（2017年 - 2018年、超!A&G+※）[136]
- 立花理香のハッピーマネー・プロジェクト（2018年 - 2019年、音泉※）[137]

### テレビ番組
- ワールドコレクションゴールド（MBS毎日放送）
- ビーバップ!ハイヒール（ABC朝日放送）
- ベリータ（MBS毎日放送）
- MUSIC EDGE（MBS毎日放送）
- たけしのニッポンのミカタ!（テレビ東京）
- MUSIC☆JUNGLE TV（J:COM）
- 関西鉄道すごろくクイズ（NHK総合）
- 恋してトラベル（NHK総合）
- キラリアビューティーコンシェルジュ（MBS毎日放送）
- 女の子宣言! アゲぽよTV（MBS毎日放送）
- 西方笑土 トップギアライブ（NHK大阪）
- どれ☆きよ天気予報（MBS毎日放送）
- 女の子宣言! ひるぽよTV（MBS毎日放送）
- マルチ目線で恋したい!〜運命の出会いまで〜（MBS毎日放送） - 女性編主演・山下綾香 役
- 秘密のケンミンSHOW 「辞令は突然に…」second season 〜奥様はさすらいの女子アナ編〜 京都編 第2回（読売テレビ） - 京都支社社員 役
- アニ☆ステ（日本テレビ）
- アニサマ2019 放送直前SP（NHK総合）

### 舞台
- ACT RUSH -Prelude
- アリスインプロジェクト「デジタルホムンクルス[138]」（2013年12月18日 - 23日、池袋・シアターKASSAI） - 月組 タージオン 役

### 映像商品
- THE IDOLM@STER CINDERELLA GIRLS 2ndLIVE PARTY M@GIC!!（2015年）[139]
- 声優ゆめ日記 立花理香（2015年）
- CINDERELLA PARTY! でれぱれ〜どがやってきた! 〜イケてる彼女と楽しい公録〜（2016年）
- THE IDOLM@STER CINDERELLA GIRLS 3rdLIVE シンデレラの舞踏会 -Power of Smile- Blu-ray Day1（2016年）[140]
- ラジオ アイドルマスター シンデレラガールズ『デレラジ』DVD Vol.9[141]
- THE IDOLM@STER CINDERELLA GIRLS 4thLIVE TriCastle Story[142]
- Animelo Summer Live 2019 -STORY- DAY1（2020年3月25日）

### ライブ・イベント
- THE IDOLM@STER CINDERELLA MASTER CDシリーズ累計出荷100万枚突破＆キャラクターシングルシリーズ第6弾発売記念イベント（2014年5月31日、科学技術館サイエンスホール）
- THE IDOLM@STER CINDERELLA GIRLS 2ndLIVE PARTY M@GIC!!（2014年11月30日、代々木競技場第一体育館）
- CINDERELLA REAL PARTY! 02 〜イケてる彼女と楽しい公録〜 昼の部（2015年6月13日、山野ホール）
- THE IDOLM@STER CINDERELLA GIRLS 3rdLIVE シンデレラの舞踏会 - Power of Smile -（2015年11月28日、幕張メッセ国際展示場）
- THE IDOLM@STER CINDERELLA GIRLS 4thLIVE TriCastle Story -Brand New Castle-（2016年10月15日、さいたまスーパーアリーナ）
- THE IDOLM@STER CINDERELLA GIRLS 5thLIVE TOUR Serendipity Parade!!! 大阪公演（2017年6月9・10日、大阪城ホール）
- THE IDOLM@STER CINDERELLA GIRLS 5thLIVE TOUR Serendipity Parade!!! 幕張公演（2017年7月8・9日、幕張メッセイベントホール）
- THE IDOLM@STER CINDERELLA GIRLS 5thLIVE TOUR Serendipity Parade!!! さいたまスーパーアリーナ公演（2017年8月12日、さいたまスーパーアリーナ）
- 8 beat Story♪ 第1回リーディング&ミニライブ企画 〜真夏の海に刻まれた物語〜＠一ツ橋ホール（2017年8月19日[143]）
- FANJ Premium Live 2018 （2018年4月1日、京都FANJ）
- THE IDOLM@STER CINDERELLA GIRLS 6thLIVE MERRY-GO-ROUNDOME!!! メットライフドーム公演（2018年11月10・11日、メットライフドーム）
- Animelo Summer Live 2019 -STORY- DAY1（2019年8月30日、さいたまスーパーアリーナ）
- THE IDOLM@STER CINDERELLA GIRLS 7thLIVE TOUR Special 3chord♪ Funky Dancing!（2019年11月9・10日、ナゴヤドーム）
- THE IDOLM@STER CINDERELLA GIRLS 7thLIVE TOUR Special 3chord♪ Glowing Rock!（2020年2月15・16日、京セラドーム大阪）

### モデル
- ホテルグリーンプラザ東条湖ウェディングモデル
- アキボウダホンガール3期生
- 映画『アリス・イン・ワンダーランド』公開記念「ミス・アリス コンテスト」審査員特別賞 ・オリコンスタイル賞
- nissen Webモデル
- 千趣会 『ベルメゾンネット』Webモデル

### その他コンテンツ
- CHIKA☆CHIKA IDOL（アビゲイル・ウィリアムズ[144]）
- VOICEROID+ 京町セイカ EX
- アニメ『アイドルマスター シンデレラガールズ劇場』DVD/BD 第2巻 特典CD「なんちゃってコメンタリー」
- 『最果ての歌』ボイスドラマ（クレア・ヘーゼル・グロブナー[145]）
- プリンセスコネクト!Re:Dive ボイス付きLINEスタンプ（キャル）
- デジタルコミック『現実もたまには嘘をつく』（2021年、逢坂祥子）
- ハニトーカフェ秋葉原店 店内放送（2023年、キャル[146]）
- 『トワツガイ Fans』ストーリー（2024年 - 2025年、ハクチョウ[147]）

## ディスコグラフィ

### シングル
|            | 発売日        | タイトル           | 規格品番 | 規格品番 | オリコン 最高位 |
| 初回限定盤 | 発売日        | タイトル           | 通常盤   |          | オリコン 最高位 |
| ---------- | ------------- | ------------------ | -------- | -------- | --------------- |
| 1st        | 2019年2月13日 | カラフルパサージュ | TECI-653 | TECI-654 | 44位            |
| 2nd        | 2019年5月15日 | Returner Butterfly | TECI-672 | TECI-673 | 48位            |

### 配信シングル
|                            | 発売日                     | タイトル                   |
| テイチクエンタテインメント | テイチクエンタテインメント | テイチクエンタテインメント |
| -------------------------- | -------------------------- | -------------------------- |
| 1st                        | 2019年10月23日             | close to you               |
| 2nd                        | 2019年11月27日             | Sky Diver                  |
| SUZAKU label               |                            |                            |
| 1st                        | 2024年11月27日             | 別に                       |

### アルバム

#### オリジナルアルバム
|            | 発売日        | タイトル     | 規格品番  | 規格品番  | オリコン 最高位 |
| 初回限定盤 | 発売日        | タイトル     | 通常盤    |           | オリコン 最高位 |
| ---------- | ------------- | ------------ | --------- | --------- | --------------- |
| 1st        | 2020年1月22日 | Heart Shaker | TECI-1669 | TECI-1670 | 68位            |

#### ミニアルバム
|     | 発売日        | タイトル | 規格品番  | オリコン 最高位 |
| --- | ------------- | -------- | --------- | --------------- |
| 1st | 2018年2月28日 | Flora    | TECI-1566 | 32位            |
| 2nd | 2018年8月29日 | LIFE     | TECI-1593 | 36位            |

### タイアップ曲
| 楽曲               | タイアップ                                             | 時期   |
| ------------------ | ------------------------------------------------------ | ------ |
| カラフルパサージュ | テレビアニメ『雨色ココア sideG』主題歌                 | 2019年 |
| Returner Butterfly | テレビアニメ『ノブナガ先生の幼な妻』エンディングテーマ | 2019年 |

### キャラクターソング
| 発売日   | タイトル | 歌 | 楽曲                                             | 備考                                                                     |
| 2014年   | 2014年 | 2014年 | 2014年                                           | 2014年                                                                   |
| -------- | --- | --- | ------------------------------------------------ | ------------------------------------------------------------------------ |
| 4月30日  | THE IDOLM@STER CINDERELLA MASTER 029 小早川紗枝                                                              | 小早川紗枝（立花理香） | 「花簪 HANAKANZASHI」                            | ゲーム『アイドルマスター シンデレラガールズ』関連曲                      |
| 12月31日 | THE IDOLM@STER CINDERELLA MASTER Cute Jewelries! 002                                                         | 三村かな子（大坪由佳）、輿水幸子（竹達彩奈）、佐久間まゆ（牧野由依）、緒方智絵里（大空直美）、小早川紗枝（立花理香） | 「パステルピンクな恋」 「ゴキゲンParty Night」   | ゲーム『アイドルマスター シンデレラガールズ』関連曲                      |
| 12月31日 | THE IDOLM@STER CINDERELLA MASTER Cute Jewelries! 002                                                         | 小早川紗枝（立花理香） | 「また君に恋してる」                             | ゲーム『アイドルマスター シンデレラガールズ』関連曲                      |
| 2015年   | | |                                                  |                                                                          |
| 9月25日  | アイドルマスター シンデレラガールズ BD・DVD 第5巻完全生産限定版特典CD「346Pro IDOL selection vol.3」         | 佐久間まゆ（牧野由依）、小早川紗枝（立花理香） | 「あいくるしい」                                 | テレビアニメ『アイドルマスター シンデレラガールズ』関連曲                |
| 2016年   | | |                                                  |                                                                          |
| 10月14日 | THE IDOLM@STER CINDERELLA GIRLS 4thLIVE TriCastle Story -Brand new Castle- 会場オリジナルCD 絶対ピンクな小箱 | 小早川紗枝（立花理香） | 「パステルピンクな恋」                           | ゲーム『アイドルマスター シンデレラガールズ』関連曲                      |
| 2017年   | | |                                                  |                                                                          |
| 2月8日   | THE IDOLM@STER CINDERELLA MASTER EVERMORE                                                                    | アナスタシア（上坂すみれ）、緒方智絵里（大空直美）、神谷奈緒（松井恵理子）、川島瑞樹（東山奈央）、輿水幸子（竹達彩奈）、小早川紗枝（立花理香）、佐久間まゆ（牧野由依）、白坂小梅（桜咲千依）、高森藍子（金子有希）、十時愛梨（原田ひとみ）、日野茜（赤﨑千夏）、北条加蓮（渕上舞）、星輝子（松田颯水）、堀裕子（鈴木絵理）、三村かな子（大坪由佳） | 「ゴキゲンParty Night」                          | ゲーム『アイドルマスター シンデレラガールズ』関連曲                      |
| 2月8日   | THE IDOLM@STER CINDERELLA MASTER EVERMORE                                                                    | 大橋彩香、福原綾香、原紗友里、藍原ことみ、青木志貴、青木瑠璃子、飯田友子、五十嵐裕美、今井麻夏、上坂すみれ、内田真礼、桜咲千依、大空直美、大坪由佳、金子真由美、金子有希、木村珠莉、黒沢ともよ、佐藤亜美菜、下地紫野、洲崎綾、鈴木絵理、髙野麻美、高森奈津美、立花理香、種﨑敦美、千菅春香、東山奈央、長島光那、原優子、早見沙織、春瀬なつみ、渕上舞、牧野由依、松井恵理子、松嵜麗、三宅麻理恵、村中知、杜野まこ、安野希世乃、山下七海、山本希望、佳村はるか、ルゥティン、和氣あず未 | 「EVERMORE（4thLIVE MIX）」                      | ゲーム『アイドルマスター シンデレラガールズ』関連曲                      |
| 2月22日  | 灼熱の卓球娘ダブルスソングシリーズ5 蠍田&由良木                                                              | 蠍田幸子（立花理香）、由良木ゆら（青山吉能） | 「サプライジング★ルーキー」 「もず山中学校校歌」 | テレビアニメ『灼熱の卓球娘』関連曲                                       |
| 3月1日   | THE IDOLM@STER CINDERELLA GIRLS STARLIGHT MASTER 09 ラブレター                                               | 小早川紗枝（立花理香） | 「薄紅」                                         | ゲーム『アイドルマスター シンデレラガールズ スターライトステージ』関連曲 |
| 5月31日  | THE IDOLM@STER CINDERELLA GIRLS STARLIGHT MASTER 11 あんきら!?狂騒曲                                         | 佐久間まゆ（牧野由依）、小早川紗枝（立花理香）、水本ゆかり（藤田茜）、三村かな子（大坪由佳）、速水奏（飯田友子） | 「あいくるしい」                                 | ゲーム『アイドルマスター シンデレラガールズ スターライトステージ』関連曲 |
| 8月9日   | THE IDOLM@STER CINDERELLA GIRLS STARLIGHT MASTER 12 命燃やして恋せよ乙女                                     | 星輝子（松田颯水）、白坂小梅（桜咲千依）、輿水幸子（竹達彩奈）、小早川紗枝（立花理香）、姫川友紀（杜野まこ） | 「Lunatic Show」                                 | ゲーム『アイドルマスター シンデレラガールズ スターライトステージ』関連曲 |
| 9月20日  | プリンセスコネクト！Re:Dive PRICONNE CHARACTER SONG 01                                                       | ペコリーヌ（M・A・O）、コッコロ（伊藤美来）、キャル（立花理香） | 「Lost Princess」                                | ゲーム『プリンセスコネクト！Re:Dive』メインテーマ                        |
| 12月13日 | THE IDOLM@STER CINDERELLA GIRLS MASTER SEASONS! WINTER!                                                      | 小早川紗枝（立花理香）、櫻井桃華（照井春佳）、島村卯月（大橋彩香） | 「White again」                                  | ゲーム『アイドルマスター シンデレラガールズ』関連曲                      |
| 2018年   | | |                                                  |                                                                          |
| 3月14日  | THE IDOLM@STER CINDERELLA GIRLS STARLIGHT MASTER 15 桜の頃                                                   | 依田芳乃（高田憂希）、小早川紗枝（立花理香）、道明寺歌鈴（新田ひより）、浜口あやめ（田澤茉純）、脇山珠美（嘉山未紗） | 「桜の頃」                                       | ゲーム『アイドルマスター シンデレラガールズ スターライトステージ』関連曲 |
| 3月28日  | プリンセスコネクト！Re:Dive PRICONNE CHARACTER SONG 02                                                       | ペコリーヌ（M・A・O）、コッコロ（伊藤美来）、キャル（立花理香） | 「Connecting Happy!!」                           | ラジオ『プリコネチャンネルRe:Dive』テーマソング                          |
| 8月17日  | Alternative Girls Character Song Collection                                                                  | メーヤ（立花理香） | 「メヤメヤ ダムダム アムオール」                 | ゲーム『オルタナティブガールズ』関連曲                                   |
| 11月28日 | ソラとウミのアイダ ボーカルソング集                                                                          | 村上波乃（立花理香） | 「海のLove Song」                                | テレビアニメ『ソラとウミのアイダ』関連曲                                 |
| 11月30日 | THE IDOLM@STER CINDERELLA GIRLS 6thLIVE MERRY-GO-ROUNDOME!!! MASTER SEASONS WINTER! SOLO REMIX               | 小早川紗枝（立花理香） | 「White again」                                  | ゲーム『アイドルマスター シンデレラガールズ』関連曲                      |
| 2019年   | | |                                                  |                                                                          |
| 2月20日  | THE IDOLM@STER CINDERELLA GIRLS STARLIGHT MASTER 26 美に入り彩を穿つ                                         | 小早川紗枝（立花理香）、塩見周子（ルゥティン） | 「美に入り彩を穿つ（M@STER VERSION）」           | ゲーム『アイドルマスター シンデレラガールズ スターライトステージ』関連曲 |
| 4月3日   | プリンセスコネクト！Re:Dive Lost Princess 〜ようこそ美食殿へ！〜                                             | ペコリーヌ（M・A・O）、コッコロ（伊藤美来）、キャル（立花理香） | 「ひだまり」                                     | ラジオ『プリコネチャンネルRe:Dive』エンディングテーマ                    |
| 4月3日   | プリンセスコネクト！Re:Dive Lost Princess 〜ようこそ美食殿へ！〜                                             | ペコリーヌ（M・A・O）、コッコロ（伊藤美来）、キャル（立花理香） | 「Yes! Precious Harmony!」                       | ラジオ『プリコネチャンネルRe:Dive』オープニングテーマ                    |
| 4月3日   | プリンセスコネクト！Re:Dive Lost Princess 〜ようこそ美食殿へ！〜                                             | キャル（立花理香） | 「Absolute Secret」                              | ゲーム『プリンセスコネクト！Re:Dive』挿入歌                              |
| 4月6日   | 始まりの合図                                                                                                 | Clutch! | 「ALL FOR ONE★」 「Revolution No.9」             | ゲーム『八月のシンデレラナイン』関連曲                                   |
| 5月15日  | Precious Notes                                                                                               | メイ（澤田美晴）、理事長（立花理香） | 「学び舎の空に」                                 | ゲーム『8 beat Story♪』関連曲                                            |
| 5月31日  | 魔法使いと黒猫のウィズ 6th Anniversary Original Soundtrack                                                   | イルーシャ（立花理香）、ファルク（花江夏樹） | 「Deadend-Knell」                                | ゲーム『クイズRPG 魔法使いと黒猫のウィズ』関連曲                         |
| 8月1日   | オメガラビリンス ライフ 乳 (New) Character Songs                                                             | 銀城七海（立花理香） | 「気高き花よ」                                   | ゲーム『オメガラビリンス ライフ』関連曲                                  |
| 9月2日   | THE IDOLM@STER CINDERELLA GIRLS 7thLIVE TOUR Special 3chord♪ Comical Pops! 会場オリジナルCD                  | 小早川紗枝（立花理香） | 「桜の頃（M@STER VERSION）」                     | ゲーム『アイドルマスター シンデレラガールズ スターライトステージ』関連曲 |
| 10月13日 | グラウンドの響                                                                                               | Clutch! | 「摩擦主義」 「Summer Soul...」                  | ゲーム『八月のシンデレラナイン』関連曲                                   |
| 2020年   | | |                                                  |                                                                          |
| 1月22日  | 彩花の契り 〜GRANBLUE FANTASY〜                                                                              | ユイシス（立花理香） | 「彩花の契り」                                   | ゲーム『グランブルーファンタジー』関連曲                                 |
| 2月14日  | THE IDOLM@STER CINDERELLA GIRLS 7thLIVE TOUR Special 3chord♪ Glowing Rock! 会場オリジナルCD                  | 小早川紗枝（立花理香） | 「美に入り彩を穿つ（M@STER VERSION）」           | ゲーム『アイドルマスター シンデレラガールズ スターライトステージ』関連曲 |
| 2月19日  | THE IDOLM@STER CINDERELLA MASTER 3chord for the Dance!                                                       | ナターリア（生田輝）、小早川紗枝（立花理香）、白坂小梅（桜咲千依） | 「Athanasia」                                    | ゲーム『アイドルマスター シンデレラガールズ』関連曲                      |
| 3月25日  | プリンセスコネクト！Re:Dive PRICONNE CHARACTER SONG 13                                                       | ペコリーヌ（M・A・O）、コッコロ（伊藤美来）、キャル（立花理香）、ユイ（種田梨沙）、ヒヨリ（東山奈央）、レイ（早見沙織）、シェフィ（近藤玲奈） | 「Mirage Game」                                  | ゲーム『プリンセスコネクト！Re:Dive』第2部メインテーマ                   |
| 3月25日  | プリンセスコネクト！Re:Dive PRICONNE CHARACTER SONG 13                                                       | ペコリーヌ（M・A・O）、コッコロ（伊藤美来）、キャル（立花理香） | 「Yes! Precious Harmony!」                       | ゲーム『プリンセスコネクト！Re:Dive』第2部エンディングテーマ             |
| 4月29日  | それでもともに歩いていく&Lost Princess                                                                       | ペコリーヌ（M・A・O）、コッコロ（伊藤美来）、キャル（立花理香） | 「それでもともに歩いていく」                     | テレビアニメ『プリンセスコネクト！Re:Dive』エンディングテーマ            |
| 4月29日  | それでもともに歩いていく&Lost Princess                                                                       | キャル（立花理香） | 「それでもともに歩いていく」                     | テレビアニメ『プリンセスコネクト！Re:Dive』関連曲                        |
| 5月27日  | プリンセスコネクト！Re:Dive PRICONNE CHARACTER SONG 15                                                       | ペコリーヌ（M・A・O）、コッコロ（伊藤美来）、キャル（立花理香）、スズメ（悠木碧） | 「SAI*KOUスタートダッシュ」                      | ゲーム『プリンセスコネクト！Re:Dive』挿入歌                              |
| 2021年   | | |                                                  |                                                                          |
| 4月7日   | THE IDOLM@STER CINDERELLA GIRLS STARLIGHT MASTER GOLD RUSH! 07 Wish you Happiness!!                          | 辻野あかり（梅澤めぐ）、小早川紗枝（立花理香）、安部菜々（三宅麻理恵）、新田美波（洲崎綾）、ナターリア（生田輝）、塩見周子（ルゥティン）、浜口あやめ（田澤茉純） | 「Wish you Happiness!!（M@STER VERSION）」       | ゲーム『アイドルマスター シンデレラガールズ スターライトステージ』関連曲 |
| 4月7日   | THE IDOLM@STER CINDERELLA GIRLS STARLIGHT MASTER GOLD RUSH! 07 Wish you Happiness!!                          | 小早川紗枝（立花理香） | 「Wish you Happiness!!（M@STER VERSION）」       | ゲーム『アイドルマスター シンデレラガールズ スターライトステージ』関連曲 |
| 4月25日  | 灼けつくエール                                                                                               | Clutch! | 「炎天宣誓歌」 「八月のエバーグリーン」          | ゲーム『八月のシンデレラナイン』関連曲                                   |
| 8月下旬  | Z/X -Zillions of enemy X- NF DramaCD 19「ソトゥなし放送局14ch」                                              | 上柚木さくら（立花理香） | 「風曜日エブリディ」                             | ドラマCD『Z/X』関連曲                                                    |
| 12月8日  | THE IDOLM@STER CINDERELLA GIRLS STARLIGHT MASTER GOLD RUSH! 13 Secret Mirage                                 | 水本ゆかり（藤田茜）、小早川紗枝（立花理香） | 「Secret Mirage（M@STER VERSION）」              | ゲーム『アイドルマスター シンデレラガールズ スターライトステージ』関連曲 |
| 12月8日  | THE IDOLM@STER CINDERELLA GIRLS STARLIGHT MASTER GOLD RUSH! 13 Secret Mirage                                 | 小早川紗枝（立花理香） | 「Secret Mirage（M@STER VERSION）」              | ゲーム『アイドルマスター シンデレラガールズ スターライトステージ』関連曲 |
| 12月14日 | 恋セヨ乙女                                                                                                   | 桂木カヅミ（立花理香） | 「恋セヨ乙女」                                   | ゲーム『Tokyo 7th シスターズ』関連曲                                     |
| 2022年   | | |                                                  |                                                                          |
| 2月16日  | 旅立ちの季節                                                                                                 | ペコリーヌ（M・A・O）、コッコロ（伊藤美来）、キャル（立花理香） | 「旅立ちの季節」                                 | アニメ『プリンセスコネクト！Re:Dive Season 2』エンディングテーマ         |
| 2月16日  | 旅立ちの季節                                                                                                 | キャル（立花理香） | 「旅立ちの季節」                                 | アニメ『プリンセスコネクト！Re:Dive Season 2』関連曲                     |
| 3月30日  | プリンセスコネクト！Re:Dive PRICONNE CHARACTER SONG 26                                                       | ペコリーヌ（M・A・O）、キャル（立花理香） | 「Asymmetric World」                             | ゲーム『プリンセスコネクト！Re:Dive』挿入歌                              |
| 3月30日  | プリンセスコネクト！Re:Dive PRICONNE CHARACTER SONG 26                                                       | キャル（立花理香） | 「Asymmetric World」                             | ゲーム『プリンセスコネクト！Re:Dive』関連曲                              |
| 11月16日 | Make our sound                                                                                               | Tokyo 7th シスターズ | 「Make our sound」                               | ゲーム『Tokyo 7th シスターズ』関連曲                                     |
| 2023年   | | |                                                  |                                                                          |
| 3月29日  | THE IDOLM@STER CINDERELLA GIRLS STARLIGHT MASTER R/LOCK ON! 14 ささのはに、うたかたに。                      | 鷺沢文香（M・A・O）、佐城雪美（中澤ミナ）、鷹富士茄子（森下来奈）、小早川紗枝（立花理香）、藤原肇（鈴木みのり） | 「ささのはに、うたかたに。（M@STER VERSION）」   | ゲーム『アイドルマスター シンデレラガールズ スターライトステージ』関連曲 |
| 3月29日  | THE IDOLM@STER CINDERELLA GIRLS STARLIGHT MASTER R/LOCK ON! 14 ささのはに、うたかたに。                      | 小早川紗枝（立花理香） | 「ささのはに、うたかたに。（M@STER VERSION）」   | ゲーム『アイドルマスター シンデレラガールズ スターライトステージ』関連曲 |
| 6月10日  | トワツガイ Original Soundtrack                                                                               | カラス（近藤玲奈）、ハクチョウ（立花理香）、エナガ（立花日菜）、スズメ（高橋李依）、フクロウ（小泉萌香）、フラミンゴ（和氣あず未）、ツル（上田麗奈）、ハチドリ（富田美憂）、モズ（鬼頭明里）、ツバメ（日向未南） | 「トワノユメ」                                   | ゲーム『トワツガイ』関連曲                                               |
| 7月26日  | プリンセスコネクト！Re:Dive PRICONNE CHARACTER SONG 34                                                       | ペコリーヌ（M・A・O）、コッコロ（伊藤美来）、キャル（立花理香）、リリ（鈴木みのり）、クリア（前田佳織里）、プレシア（高尾奏音） | 「Precious Journey」                             | ゲーム『プリンセスコネクト！Re:Dive』第3部メインテーマ                   |
| 7月26日  | プリンセスコネクト！Re:Dive PRICONNE CHARACTER SONG 34                                                       | ペコリーヌ（M・A・O）、コッコロ（伊藤美来）、キャル（立花理香） | 「茜色の寄り道」                                 | ゲーム『プリンセスコネクト！Re:Dive』第3部エンディングテーマ             |
| 11月29日 | プリンセスコネクト！Re:Dive PRICONNE CHARACTER SONG 36                                                       | キャル（立花理香） | 「その春、日記の続きから」                       | ゲーム『プリンセスコネクト！Re:Dive』挿入歌                              |
| 2024年   | | |                                                  |                                                                          |
| 7月17日  | 灰の棺 | カラス（近藤玲奈）、ハクチョウ（立花理香） | 「灰の棺」                                       | ゲーム『トワツガイ』関連曲                                               |
| 9月11日  | THE IDOLM@STER CINDERELLA GIRLS STARLIGHT MASTER HEART TICKER! 09 神様！絶対だよ                             | 小早川紗枝（立花理香）、塩見周子（ルゥティン） | 「Enishi」                                       | ゲーム『アイドルマスター シンデレラガールズ スターライトステージ』関連曲 |
| 2025年   | | |                                                  |                                                                          |
| 2月12日  | PRINCESS CONNECT！Re:Dive CHARACTER SONG ALBUM VOL.6                                                         | ペコリーヌ（M・A・O）、コッコロ（伊藤美来）、キャル（立花理香）、シェフィ（近藤玲奈） | 「茜色の寄り道（4人ver.）」                      | ゲーム『プリンセスコネクト！Re:Dive』関連曲                              |

### その他参加楽曲
| 発売日         | タイトル              | 歌                             | 楽曲                       | 備考                                                               |
| -------------- | --------------------- | ------------------------------ | -------------------------- | ------------------------------------------------------------------ |
| 2012年2月14日  | 君が好きだから        | アゲぽよガールズ               | 「君が好きだから」         | テレビ番組『女の子宣言！ アゲぽよTV』2012年2月度エンディングテーマ |
| 2013年12月29日 | STAY TUNE！           | Prima l'amore                  | 「STAY TUNE!」             | ラジオ『アニアモ！』オープニングテーマ                             |
| 2013年12月29日 | STAY TUNE！           | Prima l'amore                  | 「もう一度」               | ラジオ『アニアモ！』エンディングテーマ                             |
| 2016年9月2日   | ノルカソルカ          | shio*rika                      | 「ノルカソルカ」           | ラジオ『井澤・立花 ノルカソルカ』オープニングテーマ                |
| 2016年9月2日   | ノルカソルカ          | shio*rika                      | 「Sweet in the Life」      | ラジオ『井澤・立花 ノルカソルカ』エンディングテーマ                |
| 2024年12月25日 | 3 Colors in Christmas | 今井麻美、立花理香、MoeMi      | 「White Christmas」        | 今井麻美、立花理香、MoeMiによる クリスマス・カバーアルバム。       |
| 2024年12月25日 | 3 Colors in Christmas | 立花理香（コーラス：今井麻美） | 「ジングルベル」           | 今井麻美、立花理香、MoeMiによる クリスマス・カバーアルバム。       |
| 2024年12月25日 | 3 Colors in Christmas | MoeMi（コーラス：立花理香）    | 「赤鼻のトナカイ」         | 今井麻美、立花理香、MoeMiによる クリスマス・カバーアルバム。       |
| 2024年12月25日 | 3 Colors in Christmas | 立花理香                       | 「Ave Maria（グノー）」    | 今井麻美、立花理香、MoeMiによる クリスマス・カバーアルバム。       |
| 2024年12月25日 | 3 Colors in Christmas | 今井麻美（コーラス：立花理香） | 「サンタが街にやってくる」 | 今井麻美、立花理香、MoeMiによる クリスマス・カバーアルバム。       |
| 2024年12月25日 | 3 Colors in Christmas | 今井麻美、立花理香、MoeMi      | 「3 Colors in Christmas」  | 今井麻美、立花理香、MoeMiによる クリスマス・カバーアルバム。       |

## 書籍

### 写真集
- 立花理香1st写真集 どうも、立花です。（2016年8月26日、秋田書店、ISBN 978-4-253-11081-5）
- 立花理香2nd写真集 みやび（2017年11月24日、秋田書店、ISBN 978-4-253-11085-3）

### 連載
- 立花理香ちょいとたちばなし（アニカンVol.162 - ）
- 理香学研究所（声優パラダイスRVol.12 - 、秋田書店）[152]